# نامزدی با مرگ
نامزدی با مرگ: داستان درونی قتل های حومه فیلادلفیا (انگلیسی: Engaged to Murder: The inside Story of the Main Line Murders) کتاب جنایی غیرداستانی نوشتهٔ لورتا شوارتز نوبل است که در سال ۱۹۸۷ منتشر شد. داستان دربارهٔ یک معلم مدرسه فیلادلفیا و دو فرزندش است که در سال ۱۹۷۹ ظاهراً برای به‌دست‌آوردن بیمهٔ عمرشان به قتل رسیدند.